# Поґожала-Весь
Поґожала-Весь (пол. Pogorzała Wieś, нім. Wernersdorf) — село в Польщі, у гміні Мілорадз Мальборського повіту Поморського воєводства.
Населення — 390 осіб (2011).
У 1975-1998 роках село належало до Ельблонзького воєводства.

## Демографія
Демографічна структура станом на 31 березня 2011 року:
|          | Загалом | Допрацездатний вік | Працездатний вік | Постпрацездатний вік |
| -------- | ------- | ------------------ | ---------------- | -------------------- |
| Чоловіки | 206     | 40                 | 146              | 20                   |
| Жінки    | 184     | 32                 | 110              | 42                   |
| Разом    | 390     | 72                 | 256              | 62                   |